# Microleptes tibialis
Microleptes tibialis är en stekelart som beskrevs av Humala 2003. Microleptes tibialis ingår i släktet Microleptes och familjen brokparasitsteklar. Inga underarter finns listade i Catalogue of Life.